# نیروی زمینی لهستان
نیروی زمینی (به لهستانی: Wojska Lądowe) شاخه‌ای از نیروهای مسلح لهستان است که در حال حاضر با ۶۵۰۰۰ نفر نیرو در عملیات‌های ناتو و اتحادیه اروپا در سرتاسر جهان نقش مهمی دارد. تاریخچه نظامی‌گری لهستانی‌ها به صدها سال پیش بازمی‌گردد اما ارتش نوین لهستان در سال ۱۹۱۸ میلادی و پس از تشکیل دوباره این کشور در دوران جمهوری دوم لهستان شکل گرفت.

## تاریخچه

### پس از جنگ جهانی اول
پس از استقلال لهستان در سال ۱۹۱۸ میلادی این کشور به سرعت خود را درگیر جنگ با شوروی طی سال‌های ۱۹۲۱–۱۹۱۹، لیتوانی در سال ۱۹۲۰ و اوکراین از سال ۱۹۱۸ تا ۱۹۱۹ دید. ارتش لهستان در ابتدا از لهستانی‌هایی که سابقاً در ارتش کشورهای مختلف که هر یک حاکم بر قسمتی از لهستان بودند و همچنین داوطلبان بین‌المللی از سرتاسر جهان تشکیل شده بود. طی سال ۱۹۱۸ میلادی تا ۱۹۲۰ میلادی ارتش لهستان از ۱۰۰۰۰۰ نفر به بیش از ۵۰۰۰۰۰ نفر افزایش یافت که حدود ۲۰۰۰۰ تا ۳۰۰۰۰ نفر از ایشان را اسرا روس تشکیل می‌دادند. یکی از مهمترین نبردها دراین دوره نبرد ورشو بود که با پیروزی قاطع لهستانی‌ها بر ارتش سرخ شوروی پایان یافت.

### جنگ جهانی دوم
با شروع جنگ جهانی دوم و تهاجم آلمان به لهستان در سپتامبر ۱۹۳۹ ارتش لهستان علی‌رغم مقاومت شدیدش به سرعت مغلوب ارتش آلمان و ارتش سرخ که از دو جبهه به خاک لهستان حمله آوردند گشت. دربارهٔ این جنگ افسانه‌ها و اشتباهات زیادی مانند آنکه سواره نظام لهستان به سمت تانک‌های آلمانی حمله کردند وجود دارد که عمده این مطالب هیچ ارتباطی با حقیقت ندارد. پس از سقوط لهستان بسیاری سربازان و جوانان لهستانی خود را به شیوه‌های مختلف به خاک فرانسه و بریتانیا رساندند و در آنجا ارتش لهستان در غرب را تشکیل دادند. پس از تهاجم آلمان به شوروی نیز اسرای لهستانی در شوروی ارتش لهستان در شرق را ایجاد کردند. در خاک اشغالی لهستان نیز نیروهای مقاومت زیر پرچم ارتش میهنی گرد آمدند.
در مراحل پایانی جنگ جهانی دوم شوروی که لهستان را به اشغال خود درآورده بود اقدام به ایجاد دولت دست نشانده کمونیستی کرد و اولین پایه‌های نیروی زمینی جدید لهستان را نیروهایی مرکب از سربازان لهستانی ارتش شوروی مانند ارتش اول لهستان گذاشته شد.

### جنگ سرد

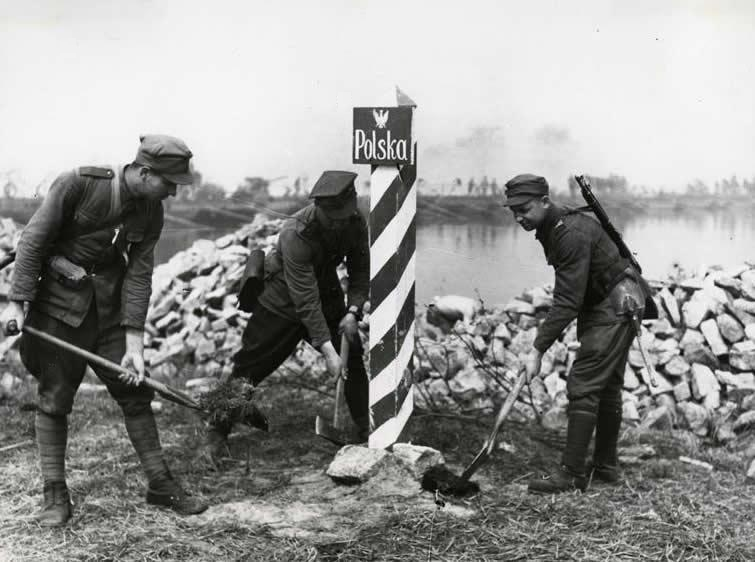
سربازان لهستانی در حال مشخص کردن مرز جدید با آلمان در سال ۱۹۴۵

با پایان جنگ جهانی دوم، نیروی زمینی لهستان به سرعت سازماندهی دوباره گشت و شروع به فعالیت کرد. یکی از مهم‌ترین فعالیت آن‌ها در سال‌های ابتدایی عملیات پاکسازی مین بود. ۱۹۰۰۰ سرباز تا سال ۱۹۵۶ هشتاد درصد (۲۵۰۰۰۰ متر مربع) از خاک کشور را پاکسازی کردند. طی این عملیات که به بهای جان ۶۴۶ تن تمام شد ۱۴ میلیون مهمات به همراه ۵۹ میلیون فشنگ و بمب پاکسازی شد.
طی جنگ سرد ارتش لهستان به عنوان جزوی از ارتش‌های جزو پیمان ورشو آماده نبرد با نیروهای ناتو در غرب بود. در طول این زمان ارتش در سرکوب بسیاری از تظاهرات و اعتصاب مردم مانند اعتراضات ۱۹۵۶ پوزنان، اعتراضات ۱۹۷۰ لهستان و اعتراض به حکومت نظامی در لهستان طی سال‌های ۱۹۸۲–۱۹۸۱ نقش داشت و حتی در سرکوب اعتراضات دموکراس خواهانه مردم چکسلواکی در سال ۱۹۶۸ که به بهار پراگ معروف شد واحدهایی از ارتش لهستان حضور داشت.

### پس از جنگ سرد
با فروپاشی شوروی و پایان کمونیسم در لهستان، نیروی زمینی این کشور به سرعت کاهش یافت و در طول این مدت در جنگ عراق و جنگ افغانستان همراه با نیروهای ائتلاف جهانی حضور داشته‌است.

## تجهیزات
| تجهیزات نیروی زمینی لهستان | تجهیزات نیروی زمینی لهستان | تجهیزات نیروی زمینی لهستان           | تجهیزات نیروی زمینی لهستان | تجهیزات نیروی زمینی لهستان                                              |
| -------------------------- | -------------------------- | ------------------------------------ | -------------------------- | ----------------------------------------------------------------------- |
| تصویر                      | نام                        | محل تولید                            | تعداد                      | اطلاعات                                                                 |
|                            | لئوپارد۲ A5                | آلمان                                | ۱۰۵                        |                                                                         |
|                            | لئوپارد۲ A4                | آلمان                                | ۱۴۲                        | طی سال‌های ۲۰۱۸ تا ۲۰۲۰ پس از نوسازی و تجهیز به لهستان تحویل داده می‌شوند |
|                            | لئوپارد۲ NJ                | آلمان                                | ۲                          | نسخه آموزشی                                                             |
|                            | PT-91 "Twardy"             | لهستان                               | ۲۳۲                        | در سال ۲۰۱۶ تعداد زیادی مورد نوسازی و تجهیز قرار گرفتند                 |
|                            | تی-۷۲                      | اتحاد جماهیر شوروی سوسیالیستی لهستان | ۵۲۸                        |                                                                         |
|                            | KTO Rosomak                | لهستان فنلاند                        | ۶۹۰                        | تا سال ۲۰۱۹ ۳۰۷ عراده جدید تحویل لهستان گشتند.                          |
|                            | بی‌ام‌پی-۱                   | اتحاد جماهیر شوروی سوسیالیستی        | ۱۲۶۸                       | در سال ۲۰۱۹ ساخت نمونه آبزی برنامه‌ریزی شد.                              |
|                            | هاموی                      | ایالات متحده آمریکا                  | ۲۱۷                        |                                                                         |
|                            | Skorpion-3                 | لهستان                               | ۹۰                         |                                                                         |
|                            | LPG                        | لهستان                               |                            |                                                                         |
|                            | ام۱۱۳                      | ایالات متحده آمریکا                  | ۳۵                         |                                                                         |
|                            | WR-40 Langusta             | لهستان                               | ۷۵                         |                                                                         |
|                            | ب‌ام-۲۱ گراد                | اتحاد جماهیر شوروی سوسیالیستی        | ۷۵                         |                                                                         |
|                            | RM-70                      | چکسلواکی                             | ۳۰                         |                                                                         |
|                            | 2S1 Goździk                | اتحاد جماهیر شوروی سوسیالیستی لهستان | ۳۴۲                        |                                                                         |
|                            | wz. 1977 Dana              | چکسلواکی لهستان                      | ۱۱۱                        |                                                                         |
|                            | AHS Krab                   | لهستان                               | ۲۴/۱۲۰                     |                                                                         |
|                            | ZSU-23-4MP Biała           | لهستان                               | ۲۸                         |                                                                         |
|                            | WPT Mors                   | لهستان                               | ۷۴                         |                                                                         |
|                            | WZT-2                      | لهستان                               | ۴۰                         |                                                                         |
|                            | WZT-3                      | لهستان                               | ۲۹                         |                                                                         |
|                            | Bergepanzer 2              | آلمان                                | ۲۸                         |                                                                         |